# ONE FC: Champions & Warriors
ONE Fighting Championship: Champions & Warriors foi um evento de artes marciais mistas promovido pelo ONE Fighting Championship. O evento aconteceu em 13 de setembro de 2013 no Istora Senayan em Jakarta, Indonésia.

## Background
Essa foi a segunda visita do ONE FC à Indonésia, após o evento de Fevereiro de 2012 ocorrido em BritAma Arena.
Yasuhiro Urushitani era esperado para enfrentar Shinichi Kojima no evento principal pelo Cinturão Peso Mosca Inaugural do ONE FC, mas teve que se retirar do evento com uma lesão e foi substituído por Andrew Leone. Porém, em 10 de Setembro de 2013 Leone também se retirou da luta pelo título e luta foi cancelada.